# Guarionex Aquino (Sänger)
Guarionex Aquino Reyes (* 28. Februar 1924 in Mao; † 25. Dezember 2010 in Santo Domingo) war ein dominikanischer Sänger (Bariton).
Aquino war in seiner Geburtsstadt Schüler von Rafael Emilio Arté. Er begann seine Laufbahn als Sänger in Santiago de los Caballeros und wurde landesweit durch Rundfunksendungen bekannt. 1946 gewann er den Wettbewerb Nuevas Voces der Rundfunkstation La Voz del Yuna (später La Voz Dominicana) und erhielt einen Exklusivvertrag des Senders.
Im Folgejahr verkörperte er in der Rundfunkoper La vida de Eduardo Brito von Homero León Díaz den verstorbenen Sänger. 1951 nahm er an den Noches de Opera im Teatro Olimpia mit dem Orquesta Sinfónica Nacional unter Leitung von Roberto Caggiano teil. 1954 sang er die Baritonpartie in Gabriel Faurés Requiem mit der Schola Cantorum des Convento de los Dominicos unter Leitung von Rafael Bello Peguero.
In den Folgejahren trat Aquino in Curacao, Kanada, Haití und Venezuela und in den USA mit Casandra Damirón in Baltimore, Chicago und Washington auf. 1961 wurde er Professor für Gesang an der Akademie von La Voz Dominicana. 1964 produzierte er hier die Sendung Estampas de mi Tierra, für die er Lieder aus verschiedenen Provinzen der Dominikanischen Rapublik aufnahm, darunter Baní von Ramón Gallardo, Azua von Guaroa Perez und Seibanita von Julio Gautreau.
In den 1970er Jahren arbeitete er für Radio Santa María, wo er in seinen Sendungen Werke bedeutender in- und ausländischer Komponisten vorstellte. Seit 1999 unterrichtete er an der Ceneca, einer Musikschule von Radio Televisión Dominicana. Aquinos Sohn Guarionex Aquino ist ein Jazzperkussionist.